# Исо
 Тази статия е за музикалния термин.  За абревиатурата ISO вижте Международна организация по стандартизация.  За селото в Северна Италия вижте Исо (Италия).
Ѝсо (от гръцки ὶσος - равен) е музикален термин, обозначаващ начина на изпълнение на един от гласовете при музикалния двуглас. Използва се най-вече при древната източна църковна музика, където исото представлява равен и монотонен звук, обикновено на един музикален тон с редки промени, който приглася на основната мелодия. По-рядко е срещан при фолклорните песни на различни народи. Равният тон, издаван от ручилото на гайдата, също представлява исо.
В съвременната музика понякога се използва като ефект.